# Dubai Drydocks

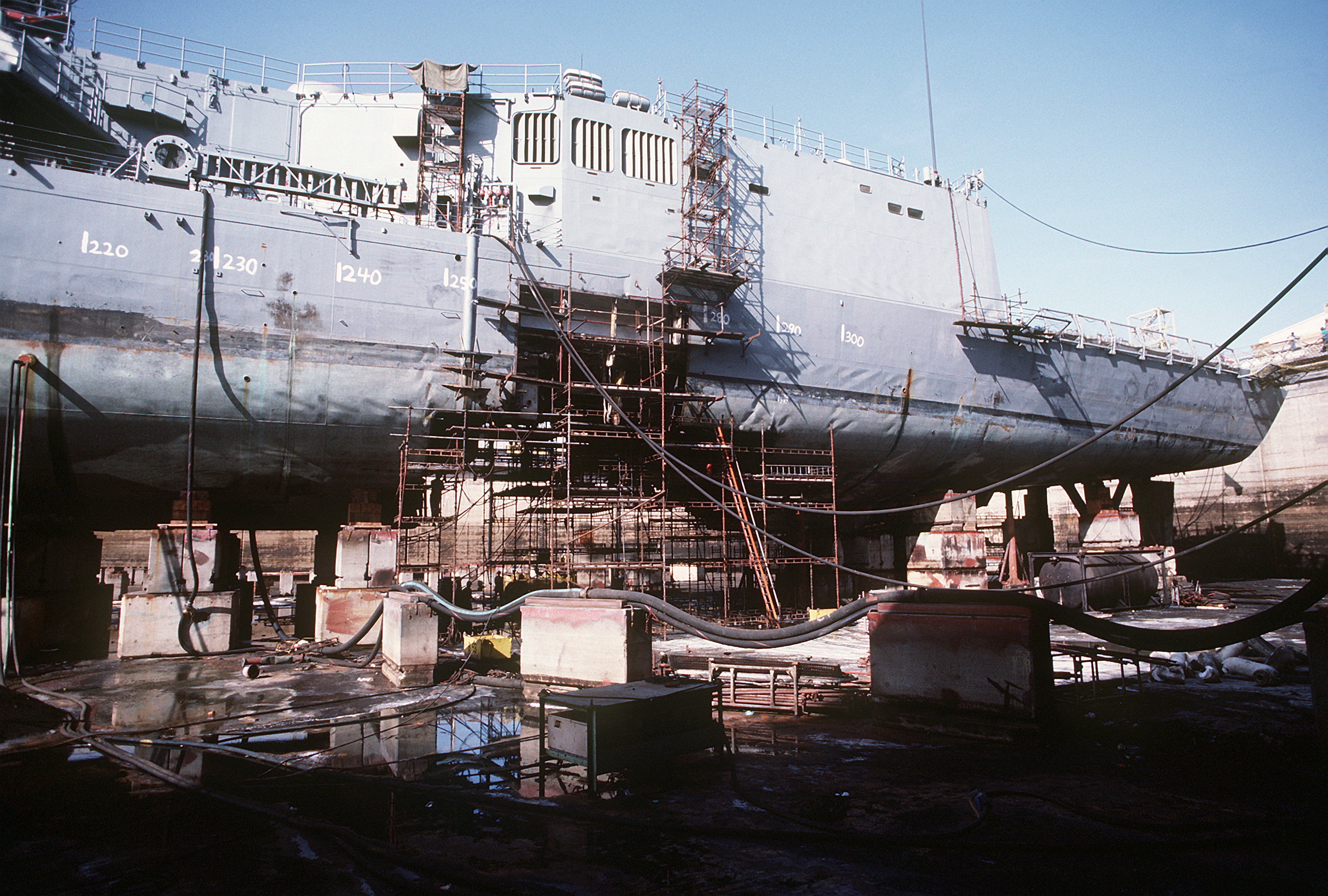
Die Samuel B. Roberts bei Dubai Drydocks

Dubai Drydocks ist eine Werft auf dem Gelände südöstlich des Hafens Port Rashid in Dubai, Vereinigte Arabische Emirate, die von Drydocks World betrieben wird. Im Jahr 1971 entstanden erste Planungen für eine größere Werft, welche ab Ende der 1970er Jahre umgesetzt wurden. Im Jahr 1983 konnte der erste Teilbereich der Werft eröffnet werden. Heute arbeiten auf der Werft ca. 3.500 Menschen; ein Großteil dieser Arbeiter stammt aus Indien, Bangladesch oder Pakistan. Es handelt sich sowohl um eine Bau- als auch um eine Reparaturwerft, die nach eigenen Angaben pro Jahr 400 Schiffe umsetzt, zumeist Tanker über 200.000 Tonnen der Klassen VLCC und ULCC. Bei Dubai Drydocks handelt es sich um die größte Werft am Persischen Golf.
Am 27. März 2002 brach ein Docktor und flutete ein trockenes Baudock mit Meerwasser. 29 Arbeiter des Baudocks konnten dieses nicht mehr rechtzeitig verlassen und starben bei dem Unglück.